# Grand Prix Formule 1 van Monaco 2009

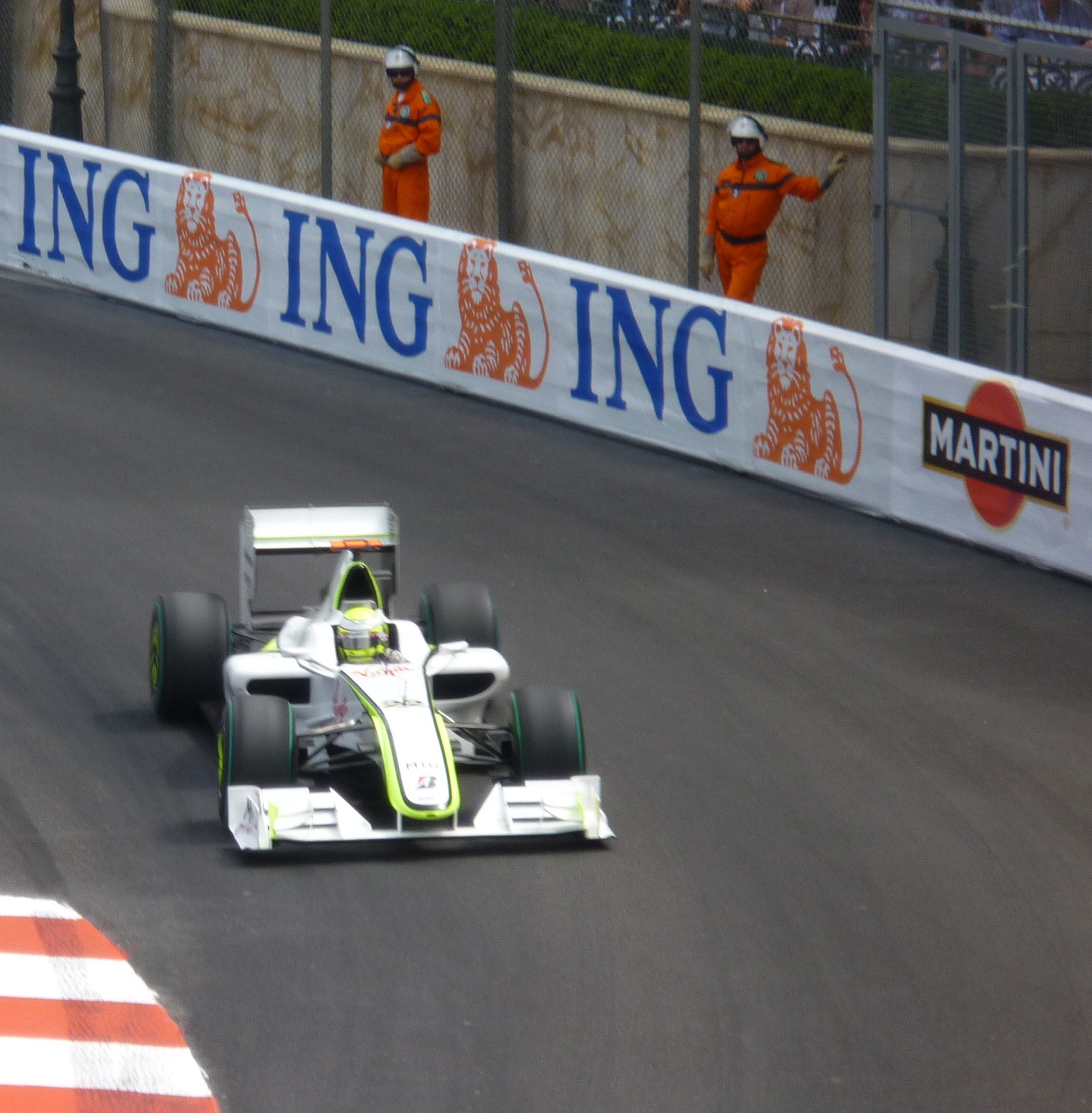
Jenson Button, winnaar van de race.

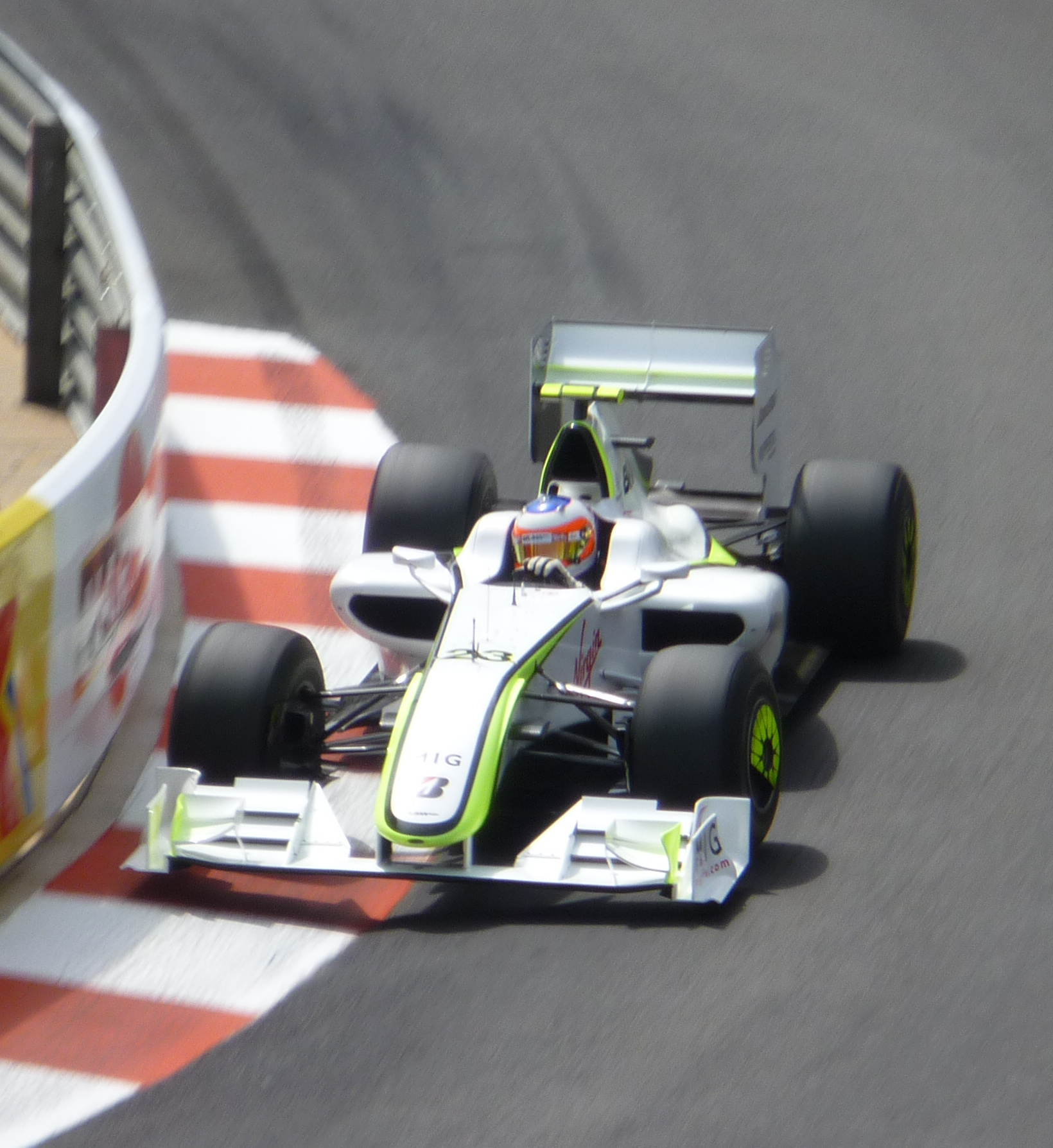
Rubens Barrichello finishte op de tweede plaats.

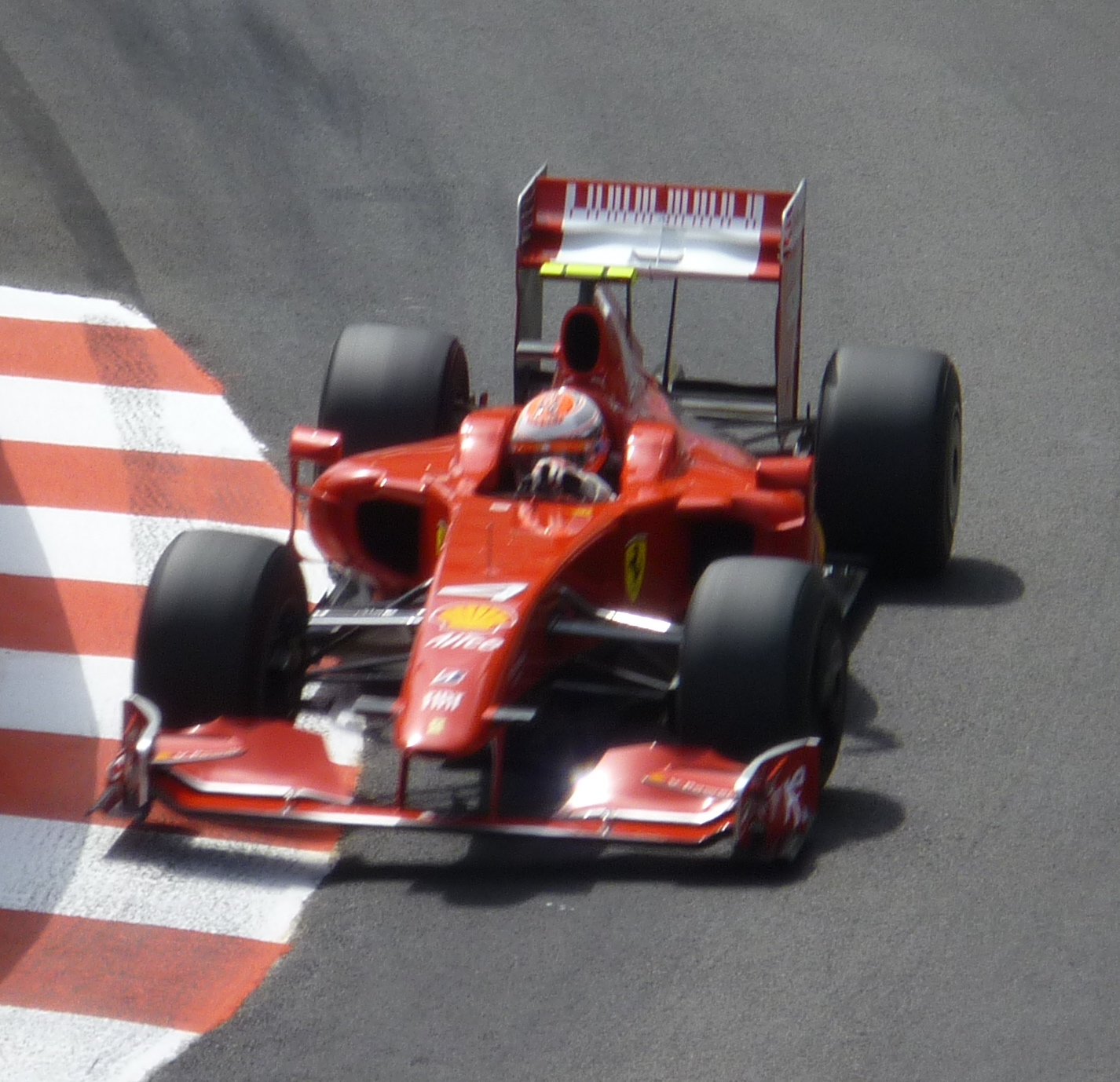
Kimi Räikkönen werd derde.

De Grand Prix Formule 1 van Monaco 2009 werd gehouden van 21 mei tot 24 mei 2009.
De race werd gehouden op het stratencircuit van Monaco en het was de zesde race uit het kampioenschap. Brawn GP-rijder Jenson Button won de race, zijn teamgenoot Rubens Barrichello finishte op de tweede plaats en Ferrari-coureur Kimi Räikkönen werd derde. Button vergrootte zijn voorsprong in de stand van het kampioenschap tot 16 punten op zijn teamgenoot Barrichello.

## Kwalificatie
| Positie | Nummer | Naam                 | Team                 | Q1       | Q2       | Q3       |
| ------- | ------ | -------------------- | -------------------- | -------- | -------- | -------- |
| 1       | 22     | Jenson Button        | Brawn GP-Mercedes    | 1:15.210 | 1:15.016 | 1:14.902 |
| 2       | 4      | Kimi Räikkönen       | Ferrari              | 1:15.746 | 1:14.514 | 1:14.927 |
| 3       | 23     | Rubens Barrichello   | Brawn GP-Mercedes    | 1:15.425 | 1:14.829 | 1:15.077 |
| 4       | 15     | Sebastian Vettel     | Red Bull-Renault     | 1:15.915 | 1:14.879 | 1:15.271 |
| 5       | 3      | Felipe Massa         | Ferrari              | 1:15.340 | 1:15.001 | 1:15.437 |
| 6       | 16     | Nico Rosberg         | Williams-Toyota      | 1:15.094 | 1:14.846 | 1:15.455 |
| 7       | 2      | Heikki Kovalainen    | McLaren-Mercedes     | 1:15.495 | 1:14.809 | 1:15.516 |
| 8       | 14     | Mark Webber          | Red Bull-Renault     | 1:15.260 | 1:14.825 | 1:15.653 |
| 9       | 7      | Fernando Alonso      | Renault              | 1:15.898 | 1:15.200 | 1:16.009 |
| 10      | 17     | Kazuki Nakajima      | Williams-Toyota      | 1:15.930 | 1:15.579 | 1:17.344 |
| 11      | 12     | Sébastien Buemi      | Toro Rosso-Ferrari   | 1:15.834 | 1:15.833 |          |
| 12      | 8      | Nelson Piquet jr.    | Renault              | 1:16.013 | 1:15.837 |          |
| 13      | 21     | Giancarlo Fisichella | Force India-Mercedes | 1:16.063 | 1:16.146 |          |
| 14      | 11     | Sebastien Bourdais   | Toro Rosso-Ferrari   | 1:16.120 | 1:16.281 |          |
| 15      | 20     | Adrian Sutil         | Force India-Mercedes | 1:16.248 | 1:16.545 |          |
| 16      | 1      | Lewis Hamilton       | McLaren-Mercedes     | 1:16.264 |          |          |
| 17      | 6      | Nick Heidfeld        | BMW Sauber           | 1:16.264 |          |          |
| 18      | 5      | Robert Kubica        | BMW Sauber           | 1:16.405 |          |          |
| 19      | 9      | Jarno Trulli         | Toyota               | 1:16.548 |          |          |
| 20      | 10     | Timo Glock           | Toyota               | 1:16.788 |          |          |

## Race
| Positie | Nummer | Coureur              | Team                 | Rondes | Tijd/Oorzaak uitval | Startplaats | Punten |
| ------- | ------ | -------------------- | -------------------- | ------ | ------------------- | ----------- | ------ |
| 1       | 22     | Jenson Button        | Brawn-Mercedes       | 78     | 1:40:44.282         | 1           | 10     |
| 2       | 23     | Rubens Barrichello   | Brawn-Mercedes       | 78     | +7.666              | 3           | 8      |
| 3       | 4      | Kimi Räikkönen       | Ferrari              | 78     | +13.442             | 2           | 6      |
| 4       | 3      | Felipe Massa         | Ferrari              | 78     | +15.110             | 5           | 5      |
| 5       | 14     | Mark Webber          | Red Bull-Renault     | 78     | +15.730             | 8           | 4      |
| 6       | 16     | Nico Rosberg         | Williams-Toyota      | 78     | +33.586             | 6           | 3      |
| 7       | 7      | Fernando Alonso      | Renault              | 78     | +37.839             | 9           | 2      |
| 8       | 11     | Sébastien Bourdais   | Toro Rosso-Ferrari   | 78     | +1:03.142           | 14          | 1      |
| 9       | 21     | Giancarlo Fisichella | Force India-Mercedes | 78     | +1:05.040           | 13          |        |
| 10      | 10     | Timo Glock           | Toyota               | 77     | +1 ronde            | 20          |        |
| 11      | 6      | Nick Heidfeld        | BMW Sauber           | 77     | +1 ronde            | 16          |        |
| 12      | 1      | Lewis Hamilton       | McLaren-Mercedes     | 77     | +1 ronde            | 19          |        |
| 13      | 9      | Jarno Trulli         | Toyota               | 77     | +1 ronde            | 18          |        |
| 14      | 20     | Adrian Sutil         | Force India-Mercedes | 77     | +1 ronde            | 15          |        |
| 15      | 17     | Kazuki Nakajima      | Williams-Toyota      | 76     | Ongeval             | 10          |        |
| Ret     | 2      | Heikki Kovalainen    | McLaren-Mercedes     | 51     | Ongeval             | 7           |        |
| Ret     | 5      | Robert Kubica        | BMW Sauber           | 28     | Remmen              | 17          |        |
| Ret     | 15     | Sebastian Vettel     | Red Bull-Renault     | 15     | Ongeval             | 4           |        |
| Ret     | 8      | Nelson Piquet jr.    | Renault              | 10     | Aanrijding          | 12          |        |
| Ret     | 12     | Sébastien Buemi      | Toro Rosso-Ferrari   | 10     | Aanrijding          | 11          |        |

1929 · 1930 · 1931 · 1932 · 1933 · 1934 · 1935 · 1936 · 1937 · 1948 · 1950 · 1955 · 1956 · 1957 · 1958 · 1959 · 1960 · 1961 · 1962 · 1963 · 1964 · 1965 · 1966 · 1967 · 1968 · 1969 · 1970 · 1971 · 1972 · 1973 · 1974 · 1975 · 1976 · 1977 · 1978 · 1979 · 1980 · 1981 · 1982 · 1983 · 1984 · 1985 · 1986 · 1987 · 1988 · 1989 · 1990 · 1991 · 1992 · 1993 · 1994 · 1995 · 1996 · 1997 · 1998 · 1999 · 2000 · 2001 · 2002 · 2003 · 2004 · 2005 · 2006 · 2007 · 2008 · 2009 · 2010 · 2011 · 2012 · 2013 · 2014 · 2015 · 2016 · 2017 · 2018 · 2019 · 2020 · 2021 · 2022 · 2023 · 2024 · 2025